# جيراد تيسون
جيراد تيسون (بالإنجليزية: Jerrad Tyson)‏ (21 سبتمبر 1989 بهوبارت في أستراليا - ) هو لاعب كرة قدم أسترالي في مركز حراسة المرمى. شارك مع منتخب أستراليا تحت 20 سنة لكرة القدم ومنتخب أستراليا الوطني لكرة القدم تحت 23 سنة. أما مع النوادي، فقد لعب مع غولد كوست يونايتد ونادي برث غلوري وNorthern Fury FC ‏ وهونغ كونغ بيغاسوس ‏ وبريزبان سترايكرز ‏ وFFA Centre of Excellence ‏ وOlympic FC ‏ وSunshine Coast FC ‏.

## وصلات خارجية
- جيراد تيسون على موقع قاعدة بيانات كرة القدم.إي يو (الإنجليزية)